# Historia de la arquitectura naval

Plano de un barco mostrando la forma del buque

La arquitectura naval es el arte de proyectar y construir barcos. La arquitectura naval se divide en construcción naval y teoría del buque. La primera estudia y proyecta la construcción de un barco en todo aquello que hace referencia a formas, estructura, materiales, etc. La teoría del barco lo estudia como vaso flotante, teniendo en cuenta su estabilidad, flotabilidad y las fuerzas a las que se encontrará sometido al navegar. Los primeros libros sobre arquitectura naval fueron publicados a mediados del siglo XVIII y su amplia difusión posibilitó los primeros estudios y fue la base del rápido desarrollo de proyectos de barcos en el siglo XIX. Son destacados los tratados Scientia Navalis ( 1749 ) de Leonhard Euler y Traité du Navia ( 1746 ) de Pierre Bouguer. Fredrik Henrik af Chapman en propugnó y vulgarizado la aplicación, tanto con los barcos que construyó como con sus obras Architectura Navales Mercatoria ( 1768 ) y Tratado om Skeppsbyggeriet ( 'Tratado de Construcción Naval', 1775 ). Este arte se amplió con la aparición de las máquinas de vapor. Al siglo XIX se progresó notablemente en las medidas de seguridad y en lo referente al confort. Las diferentes formas de propulsión incrementan cada vez más la extensión y la amplitud de la arquitectura naval.

## Obras sobre construcción y arquitectura naval

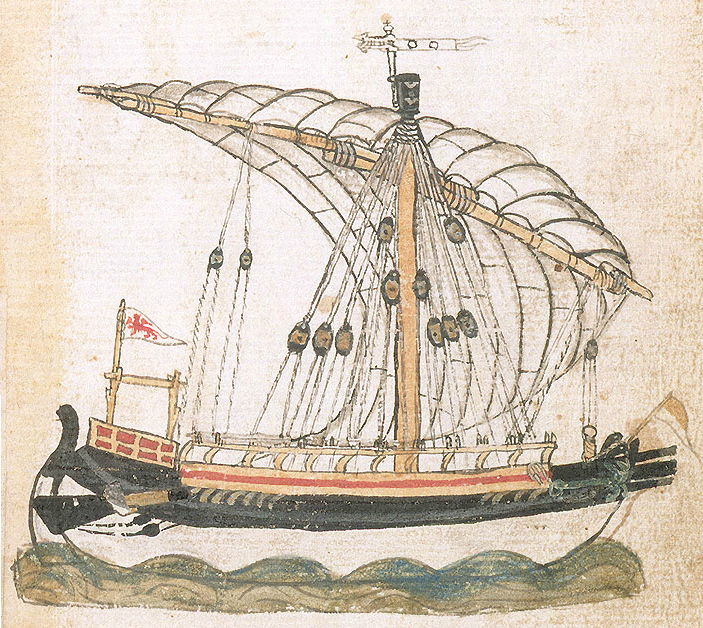
Galera mercante veneciana para el comercio con Flandes. Ilustración del manuscrito de Michele de Rodes.

A lo largo de varias épocas se han escrito muchas obras que trataban la construcción de barcos, de su forma y de los medios de propulsión. Algunos tratados generales (de contenido enciclopédico o especializados en navegación) dedicaron algunos artículos o capítulos a la construcción de diferentes tipos de naves o de temas relacionados.
La que sigue es una lista cronológica de las obras indicadas y de sus autores.

### Lista cronológica

#### Tiempos antiguos
- ¿300 a. C.?. Teofrasto. Historia de las plantas.[1]
  - Teofrast trató de varios tipos de madera usados en construcción naval.

Los remos de su época se solían fabricar de madera de abeto blanco (Abies alba). Pero no de cualquier manera. Teofrast explicó la manera correcta de obtener remos resistentes. En traducción libre: "Es mejor fabricarlos a partir de un abeto joven. La madera de abeto se asemeja a una cebolla, con varias capas muy marcadas. Un remolar habilidoso sabe conformar un remo sin cortar estas capas. Puliendo la madera sin interrumpir la capa exterior. Así el remo será más resistente. Por el contrario, un artesano torpe dejará el remo con las capas cortadas que serán puntos débiles por donde se podrá romper con facilidad". La madera de abeto blanco se emprava también para hacer trirrems y los palos correspondientes, y era objeto de un comercio muy importante. En épocas de alta demanda y escasez su precio era muy elevado.
- ¿230 a. C.? Arquímedes  fue el autor del principio básico de la navegación. En su  tratado Sobre los cuerpos flotantes  postula el principio de hidrostática conocido como Principio de Arquímedes.[2]

- 77 d. C. Plinio el Viejo, en la suya obra Historia natural, hablaba del lino emprat en las velas de los barcos.[3]

#### SigloXIV
- 1353. El documento más antiguo que menciona una  coca (barco) de dos mástiles en el Mediterráneo es un contrato de construcción catalán del año 1353.[4][5]

- 1409. En cuanto a las naves, el documento más antiguo que muestra una de tres palos es un dibujo de 1409 en el "Libro de Ordenanzas del administrador de las plazas" de Barcelona.[6]
- 1410. En el inventario de la biblioteca del rey Martín el Humano, que constaba de unos 600 volúmenes, había tres libros de tema náutico: un Libro sobre la carta de navegar (en catalán y escrito sobre papel de Xàtiva), un libro de las naves y un libro de ordenación de mar. Los dos primeros se consideran perdidos. La segunda obra, el libro de las naves, podría haber tratado de la construcción de ese tipo de barcos o de detalles sobre naves en general.[7]
- 1434-35. Michele de Rodas. "Fabrica di galería".[8][9]
  - Traducción parcial al castellano.[10]
- 1464. Benedetto Cotrugli. "De navigatione".[11]
  - Benedetto Cotrugli fue autor de un libro de navegación ( "De navigatione"; Nápoles 1464) que no se llegó a publicar, pero que se conserva en forma de manuscrito. Se trata de una obra que puede consultarse en una transcripción digitalizada al cuidado de Piero Falchetto. También el manuscrito original puede leerse de forma gratuita (Manuscrito Beinecke MS 557, Yale University Library, Beinecke Rare Book and Manuscript Library).
- 1465. Contrato para la construcción de una calavera para Graciano Amat. Con un buque de 24 a 25 grúas de rueda a rueda. Con dos palos (maestro y media), bauprés y tres timones.[12]

#### SigloXVI
- 1547-1550. Stolonomie.[13][14]

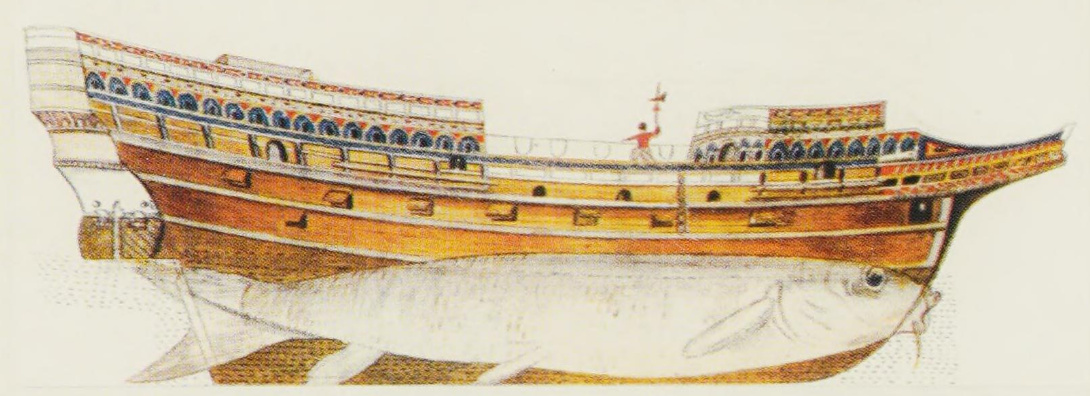
Croquis del constructor naval Matthew Baker.

- 1570. Mathew Baker. Fragments of Ancient Shipwrightry. [15][16]

- 1575. Juan Escalante de Mendoza. Itinerario de navegación.[17]

- 1580. Fernão de Oliveira. Livro da Fábrica das Naus.[18]

#### SigloXVII
- 1607. Bartolomeo Crescentio. "Nautica mediterranea".[19]
- 1611. Tomé Cano. Arte para fabricar, fortificar, y aparejo naos de guerra, y Merchants.[20]
- 1614. Pantero Pantera. "El armata Navale".[21]
- 1622. Ithier Hobier. De la construction d'une Gallaire te de sueño equipaje. [22]
- 1629. Joseph Furttenbach. Architectura navalis: di von dem Schiff-Gebäw, auff dem Meer und Seekusten zugebrauchen.[23]
- 1650. Walter Raleigh. Publicación de la obra Excellent observations and notas concerning the Royal Navy and Sea-Service. [24]
  - Estaba en contra de los barcos demasiado grandes. Según Walter los españoles decían: "Gran navío, gran fatiga".
- 1677. F. Dassié. L'architecture navale, contenant la maniere de construire les navires.[25]
- 1697. Paul Huésped. Theorie de la construction diciembre vaisseaux. Lyon.[26]

#### SigloXVIII

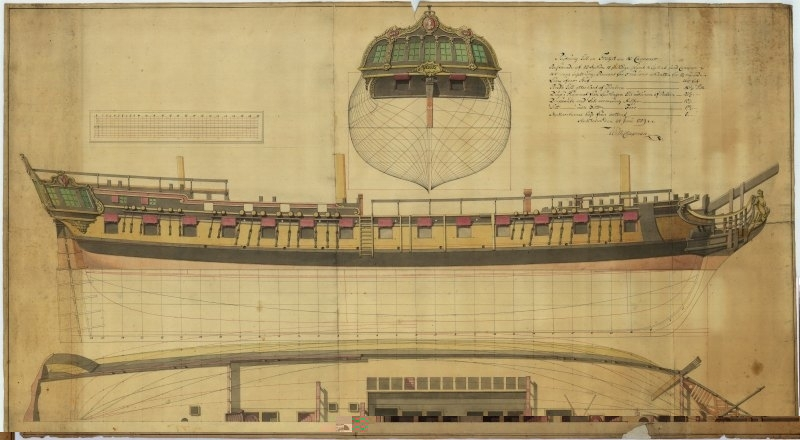
Fragata Venus, de la clase Bellona, avarada en 1783, según un dibujo de Chapman del año 1789.

- 1702. Nicolas Aubin. Dictionnaire de Marine[27]
- 1712. Antonio Gaztañeta.
  - Arte de fabricar reales.
  - Proporción de las medidas arregladas a la construcción de un bajel de guerra de setenta codos de quilla. (1712)
  - Proporciones de las medidas más esenciales para la fábrica de nuevos navíos y fragatas de guerra. (1720)

- 1717. William Sutherland. The Ship-Builders Assistant.[28]
- 1719. L'Art de bâtir les vaisseaux et d'en perfectionner la construction[29]
- 1731. Antoni de Clariana y de Gualbes. Resumen náutico de lo que se practica en el teatro naval o arte de la guerra.[30][31][32]

- 1734. Joseph GONZALEZ CABRERA BUENO. Navegacion especulativa y práctica.[33]
  - Un tratado de navegación con mucha información sobre construcción naval.

- 1738. Daniel Bernoulli.  Hydrodynamique (Hidrodinámica).[34][35][36]
- 1746. Pierre Bouguer. Traité du Navire.[37]
- 1749. Leonhard Euler. Scientia Navalis.[38]
- 1752. Marqués de la Victoria. Architectura naval antigua y moderna.[39]

- 1758. Duhamel lleva Monceau - Élémens de l'architecture navale..[40]

- 1768. Fredrik Henrik af Chapman. Architectura Navalis Mercatoria.[41]
  - Tractat om Skeppsbyggeriet('Tratado de Construcción Naval', 1775).[42]
  - Traducción francesa, Traité de la construction des Vaisseaux, (Chapman, 1779).[43]

- 1771. Jorge Joan y Santacília.  Examen marítimo teórico práctico.[44]
  - Traducción francesa.[45]
  - Traducción italiana.[46]

- 1778. Description de l’Art de la Mâture (Romme, 1778).[47]

- 1792. Charles Romme. Dictionnaire de la marine francoise: avec figures[48]

#### SigloXIX
- 1817. Robert Seppings.[49]
- 1818. PG Gicquel-des-Touches.[50]

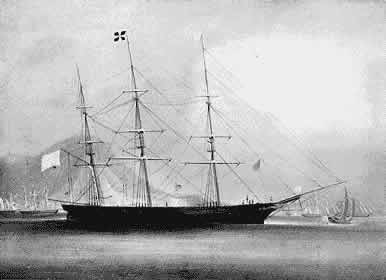
Sea Witch. Esta fragata, avarada el 1846, fue el segundo de los clípers extremos diseñados por John W. Griffiths.

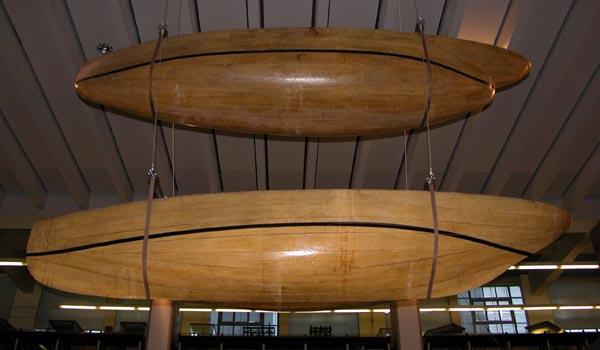
Dos modelos de barco usados por William Froude. Science Museum (Londres).

- 1825. John Fincham. An Introductory Outline of the Practice of Ship-building. [51]
- 1829. Louis Marie Joseph O'hier de Grandpré. Répertoire Polyglotte de la marine. [52]
- 1840. Augustine Jal. 
  - Archéologie Navale. [53]
  - Glossaire nautique: Répertoire polyglotte de termes de marine anciens et modernes. [54]
- 1845. E. Gardiner Fishbourne. Naval construction. A letter to Sir G. Cockburn.[55]
- 1847. Robert Kipping. The elements of sailmaking [56][57]
  - La obra de Kipping fue traducida al castellano por el entonces teniente de navío menorquín Pere Riudavets y Tudury, con complementos interesantes sobre los aparatos de vela latina.
- 1853. Rudimentary Treatise on Masting, Mast-making, and Rigging of Ships. [58]

- 1854. John Willis Griffiths. Treatise donde marine and naval architecture; oro, Theory and practice blended in ship building.[59][60][61]
  - Griffiths fue un ingeniero naval considerado como uno de los primeros diseñadores de los veleros rápidos llamados clípers. En el prólogo de su obra demuestra su conocimiento de la historia de la construcción naval.

To the Italians, Catalans, and Portuguese, was ship building mostly indebted in the early ages of its revival. The Spaniards followed up their discovery of the new world with rapid improvements in both the form and size of their ships, some of which have been rated at two thousand tons burthen.
En los primeros tiempos de su recuperación, la construcción naval fue debida principalmente a los italianos, catalanes y portugueses. Los españoles, una vez descubierto el nuevo mundo, mejoraron la forma y el tamaño de sus barcos, algunos de los cuales se estimaron en dos mil toneladas de desplazamiento.TREATISE ON MARINE AND NAVAL ARCHITECTURE. JOHN W. GRIFFITHS.

- 1856. Joan Monjo y Pons. Curso Metódico de arquitectura naval aplicada a la construcción de buques mercantes.[62]
- 1859. Barthélemy J. CONSUELEN.  Manuel du voilier[63]
- 1861. William Froude. Estableció la fórmula conocida con su nombre: el número de Froude. Este número permite calcular la resistencia al avance de un barco real a partir de pruebas hechas sobre modelos a escala.[64][65]
- 1861. Auguste LAFORET. Étude sur la Marine des Galères. Avec plans et dessins.[66]
- 1869. E. Boisnel. Architecture navale. Étude sur la variation des formes des navires.[67]
- 1873. William Cooper. Yachts and Yachting: Being a Treatise donde Building, Sparring, Canvassing, Sailing and the General Management of Yachts.[68]
- 1891. Narcís Monturiol y Estarriol. Ensayo sobre el arte de navegar por debajo de agua.[69][70]

### SigloXX
- 1920. Gervasio de Artíñano y de Galdácano. La arquitectura naval española: (en madera).[71]